# Казмірук Анатолій Панасович
Казмірук Анатолій Панасович  (1 квітня 1958, місто Дубно Рівненської області) — український художник, аквареліст.

## Біографія
Анатолій Казмірук народився 1 квітня 1958 в місті Дубно Рівненської області.
Закінчив Львівський інститут прикладного і декоративного мистецтва. Розпочав професійно займатись аквареллю з 1980 року.
За цей період часу успішно виступив в акварельних фестивалях в Гонконзі, Албанії, Словенії, Україні. А також є учасником бієнале графіки і трієнале в місті Київ 2012-2016 роки. Брав участь у реставрації та оформлені Дубенського замку.
Є членом міжнародної спілки акварелістів і учасником багатьох міжнародних пленерів в Польщі, Чехії, Швейцарії, Грузії, Литви і України.
Ряд робіт були закуплені Міністерством культури України, а також у приватних колекціях.